# NGC 5749
NGC 5749 (другие обозначения — OCL 930, ESO 176-SC4) — рассеянное скопление в созвездии Волк.
Этот объект входит в число перечисленных в оригинальной редакции «Нового общего каталога».